# 클로디아 크리스천
클로디아 크리스천(Claudia Christian, 1965년 8월 10일 ~ )은 미국의 배우이다.

## 출연 작품
- 룬스톤 (2018)
- 더티 데드 콘 맨 (2015)
- 캘리포니아 스키밍 (2014)
- 워터컬러 포스트카드 (2013)
- 오버나잇 (2010)
- 대재앙 (2010)
- 세르비안 스카스 (2009)
- 더 가든 (2006)
- 하프 패스트 데드 (2002)
- 아틀란티스 - 잃어버린 제국 (2001)
- True Rights (2000)
- 러브 앤 섹스 (2000)
- 네비게이터(영어판) (1999)
- 머시너리 2 (1999)
- 백색지대 3 (1999)
- 시한폭탄 같은 남자 (1994)
- 구놈 (1994)
- 전함 바비론 (1994)
- 킬러의 본능 (1993)
- 헥시나 (1993)
- 다크 백워드 (1991)
- 애욕의 덫 (1991)
- 우주의 투사 (1991)
- 이중 음모 (1991)
- 와일드 캣츠 (1991)
- 코델 (1990)
- 트윈스 특공대 (1990)
- 다니엘 스틸 - 세 자매의 사랑 (1990)
- 두 자매 이야기 (1989)
- 부활자 (1989)
- 화요일은 참으세요 (1989)
- 러브 헌팅 (1989)
- 위험 지역 (1988)
- 재생자 (1988)
- 하이웨이맨 (1987)
- 히든 (1987)
- 텍사스의 풍운아 (1986)
- 원초적 살인 (1984)

### 텔레비전
- 프릭스 앤 긱스 (1999)